# 李俊镇
李俊镇，是中华人民共和国宁夏回族自治区銀川市永宁县下辖的一个乡镇级行政单位。

## 行政区划
李俊镇下辖以下地区：
李俊社区、西邵村、宁化村、李庄村、古光村、金塔村、李俊村、魏团村、雷台村、东方村、许桥村、丰登村、侯寨村、友爱村、王团村和团结村。

## 历史
明弘治四年（1491年），都指挥使司同知李俊带领驻军筑城建堡，为屯兵戍守之地，故得名李俊。镇沿堡名。
1959年，宁朔县星火公社改名为李俊公社。1983年6月，改为李俊乡。1984年6月，乡改镇。2003年7月，任存乡并入。